# Lionel Suarez

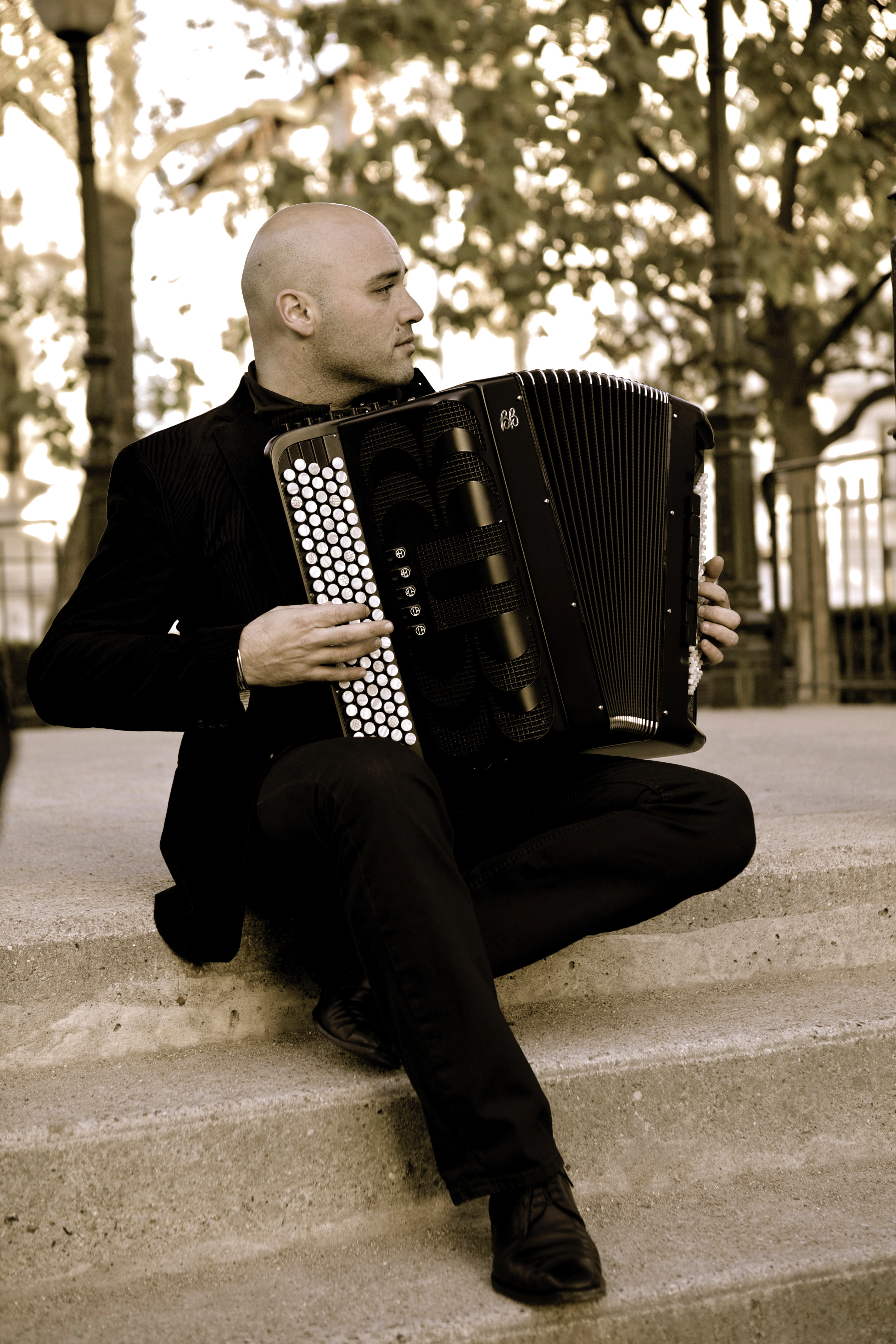
Lionel Suarez in 2012

Lionel Suarez (* 15. Januar 1977 in Rodez) ist ein französischer Akkordeonist, der zwischen Weltmusik und Jazz agiert.

## Leben und Wirken
Suarez stammt aus einer Musikerfamilie aus Bertholène im Département Aveyron, wo er aufwuchs; er wurde zunächst von seinem Großvater, einem Schlagzeuger und Akkordeonspieler, und seinem Vater, einem Akkordeonisten, an die Musik herangeführt. Grundlegenden Unterricht in Musiktheorie, Klavier und Akkordeon erhielt er im Alter von 8 Jahren bei François Aceti. Im Alter von fünfzehn Jahren begann er,  Musette in der Öffentlichkeit zu spielen und trat in den Ballsälen der Region auf; in einer Schulband spielte er als Bassist Rockmusik. Anschließend perfektionierte er seine Technik bei dem Akkordeonisten André Thépaz und studierte am Konservatorium von Marseille, wo er sein Studium mit einem Ersten Preis und einer Goldmedaille abschloss.
Bis Anfang der 2000er Jahre spielte Suarez weiterhin auf Tanzveranstaltungen, begann aber sich daneben für andere Musikrichtungen zu interessieren: So begleitete er den okzitanischen Liedermacher Claude Martí (mit Gérard Pansanel) und entdeckte den Jazz als Autodidakt. 2002 zog er in die Region Paris, wo er mit Künstlern wie Bernard Lavilliers sowie Mouss & Hakim auftrat. Mit dem Sänger André Minvielle bildet er das Duo Minvielle + Suarez, das seit 2006 auf Jazzbühnen und Festivals auftrat und 2011 das Album Tandem aufnahm. Mit dem Tenor Roberto Alagna spielte er das Album Sicilien mit sizilianischen Lieder ein, das er auch im Konzert vorstellte. Zudem begleitete er Jehan, aber im Bereich des Chanson auch Zebda, Bernardo Sandoval, Art Mengo und Claude Nougaro, mit denen es gleichfalls zu Aufnahmen kam.
2006 wirkte Suarez in Laurent Cugnys Jazzoper La Tectonique des nuages mit, wo er mit Thomas Savy, Nicolas Folmer, David Linx, Denis Leloup und Airelle Besson spielte. Seit 2007  begleitete er zudem den Schauspieler Jean Rochefort in dessen  Bühnenstück Entre autres. 2009 leitete er für das Festival Jazz sur son 31 in Toulouse und Umgebung das Programm Une heure avec, in dem er Musiker wie Vincent Ségal, Minino Garay, Terez Montcalm, Éric Séva und Airelle Besson vorstellte. 2011 und 2012 präsentierte er mit Véronique Sanson deren Programm Plusieur Lunes in Frankreich und Belgien (DVD-Aufnahme).
2013 veröffentlichte Suarez sein erstes Album Cocanha! (im Trio mit dem Gitarristen Kevin Seddiki und Pierre-François Dufour an Cello und Schlagzeug). 2018 erinnerte er mit der Trompeterin Airelle Besson, dem Cellisten Vincent Ségal und dem Perkussionisten Minino Garay auf dem Album Quarteto Gardel, das hervorragende Kritiken erhielt, an die Tangos und Milongas von Carlos Gardel.
Suarez hat weiterhin mit Charles Aznavour, Georges Moustaki, Olivia Ruiz, Clotilde Courau, Allain Leprest, Yael Naim, Didier Lockwood, Sylvain Luc, Harry Connick, Richard Bona, Boulou & Elios Ferré, André Ceccarelli und dem Orchestre National de Jazz zusammengearbeitet. Er ist auch auf Alben von Sixun, Sanseverino, Daniel Mille, Florent Pagny, Bénabar, Nilda Fernández, Pierre Perret und Renaud zu hören.